# Abram Pinkenzon

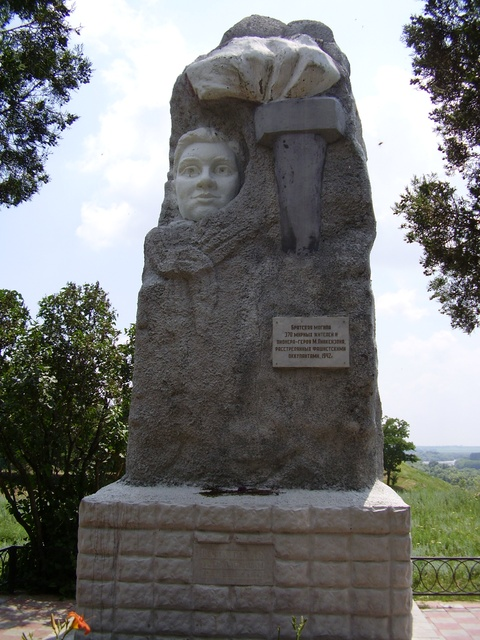
Monumento a Pinkenzon en Ust-Labinsk.

Abram Vladímirovich (Musia) Pinkenzon (en ruso: Абра́м Влади́мирович (Му́ся) Пинкензо́н, Bălti, Reino de Rumanía, 5 de diciembre de 1930-Ust-Labínskaya, krái de Krasnodar, noviembre de 1942) fue un héroe pionero rumano y soviético.

## Biografía
Nació en la familia del médico Vladímir Borísovich Pinkenzon y su mujer Fena Moiséievna en Bălti, en Besarabia (actual Moldavia), en el Reino de Rumanía el 5 de diciembre de 1930. Desde la infancia aprendió a tocar el violín, por lo que fue considerado un niño prodigio. Tras la anexión de Besarabia por los soviéticos en 1940 y tras la invasión alemana de la Unión Soviética en 1941, su padre recibió ese último año la dirección del hospital militar de Ust-Labínskaya, en el krái de Krasnodar del sur de la RSFS de Rusia. En verano de 1942, la ofensiva alemana impidió la evacuación del hospital y la familia Pinkenzon fue hecha prisionera por ser judíos. En noviembre de ese año fueron condenados a muerte y conducidos a la orilla del río Kubán para ser fusilados. En ese momento Musia comenzó a tocar con su violín La Internacional, por lo que fue ejecutado con prontitud. Tras la Gran Guerra Patria, su historia fue ampliamente difundida por la radio y la prensa escrita.

## Homenaje
En el lugar de su muerte se construyó un obelisco que sería sustituido por un monumento en 1970. La escuela n.º 1 de Ust-Labinsk lleva su nombre. El escritor Saúl Itskóvich basó en su historia el libro El violín fusilado (Rasstrélyannaya skripka, Расстрелянная скрипка), que serviría de base para el documental animado El violín del pionero (Skripka pionera, Скрипка пионера, Soyuzmultfilm, Borís Stepántsev, 1971). Tiene una calle en su ciudad natal y en ella se halla una placa conmemorativa.